# Лаптево (Смоленская область)
Лаптево — деревня в Смоленском районе Смоленской области России. Входит в состав Талашкинского сельского поселения. Население — 32 жителя (2010 год). 
Расположена в западной части области в 19 км к югу от Смоленска, в 9 км западнее автодороги А141 Орёл — Витебск, на берегу реки Упокой. В 18 км северо-восточнее деревни расположена железнодорожная станция Тычинино на линии Смоленск — Рославль. 

## История
В годы Великой Отечественной войны деревня была оккупирована гитлеровскими войсками в июле 1941 года, освобождена в сентябре 1943 года. 